# Jiǎrú wǒshì zhēnde

Jiǎrú wǒshì zhēnde (chinois traditionnel : 假如我是真的 ; litt. Si j'étais réel) est un film taïwanais sorti en 1981 et réalisé par Wang Toon. C'est une adaptation de la pièce du même nom (en) écrite par Sha Yexin (en), Li Shoucheng et Yao Mingde, dont l'action se déroule en Chine continentale. Réalisé pendant la Terreur blanche, le film apporte quelques modifications à l'histoire pour transformer « la comédie satirique en une propagande politique qui condamne le communisme chinois ». Comme la pièce, le film fut banni en République populaire de Chine, mais aussi, jusqu'en 1989, dans la colonie anglaise de Hong Kong.

## Synopsis
Pendant la révolution culturelle chinoise, un groupe d'étudiants veut monter une pièce de Nicolas Gogol, Le Revizor

## Fiche technique
- Titre originale : 假如我是真的, Jiǎrú wǒshì zhēnde
- Réalisateur : Wang Toon
- Scénaristes : Chang Yung-hsiang (en), Li Shoucheng, Yao Mingde, Sha Yexin (en)
- Directeur de la photographie : Hung-Chung Lin
- Monteur : Yi-Hsiung Hsieh
- Musique : Hsin-Yi Chen, Teresa Teng
- Producteur : Young Sun Productions
- Durée : 99 minutes
- Couleur : Oui
- Dates de sortie 
  -  Taïwan : 21 août 1981
  -  Canada : 11 septembre 1983, festival international du film de Toronto

## Distribution
- Alan Tam
- Nancy Hu (zh)
- Hsiang Lin
- Lin Tzay-peir (en)
- Chang Feng (en)
- Ko Hsiang-ting (en)
- Tsui Fu-sheng (en)
- Ku Chun : Li Da (general) (en)

## Différences avec la pièce
En tant que film de propagande condamnant le communisme, le film "dans un mépris total des ambiguïtés inhérentes à la pièce" a effectué un certain nombre de "changements qui en modifient radicalement le sens", selon Gilbert C. F. Fong.
- Les personnages associés au gouvernement chinois sont diabolisés en supprimant les traits positifs. Par exemple, le directeur de la ferme, Zheng, qui fait preuve d'une certaine conscience dans la pièce, est complètement pathétique dans le film. Le vertueux et vénérable camarade Zhang dans la pièce devient "froid, distant, et désireux de punir plutôt que de persuader". Li Da et se voit attribuer un rôle beaucoup plus modeste.
- Le film présente un personnage grossier, licencieux et corrompu, Wang Yun, maire adjoint (clairement fictif) de Shanghai, qui garde une innocente actrice comme maîtresse, renforçant ainsi l'impression négative associée à l'élite dirigeante.
- Dans le film, la grossesse de Zhou Minghua est révélée beaucoup plus tôt que dans la pièce. En conséquence, le farceur opportuniste Li Xiaozhang est vu sous un jour beaucoup plus positif, comme un héros luttant pour la survie de sa future famille.
- La pièce se termine avec Li Xiaozhang en procès et Zhou Minghua à l'hôpital. Dans le film, Zhou Minghua se noie (ainsi que son bébé à naître), tandis que Li Xiaozhang se coupe le poignet et inscrit avec son sang les mots "Si j'étais réel" sur le mur de la cellule avant sa mort. Dans la vraie vie, l'imposteur Zhang Quanlong (张泉龙) sur lequel Li Xiaozhang est basé, a été libéré après 3 ans de prison.

## Musique
Teresa Teng a chanté la principale chanson du film, qui a été incluse dans son album de 1981 du même nom (en). (Dans le film, le directeur de la ferme Zheng écoute secrètement une chanson de Teresa Teng et cache une photo d'elle au dos d'un portrait du président Mao.